# Міккель Бекманн
Міккель Бекманн (дан. Mikkel Beckmann; нар. 24 жовтня 1983, Вірум) — данський футболіст, фланговий півзахисник клубу «Нордшелланд».
Насамперед відомий виступами за клуби «Люнгбю» та «Раннерс», а також національну збірну Данії.

## Клубна кар'єра
У дорослому футболі дебютував 2003 року виступами за команду клубу «Люнгбю», в якій провів п'ять сезонів, взявши участь у 101 матчі чемпіонату.  Більшість часу, проведеного у складі «Люнгбю», був основним гравцем команди.
Своєю грою за цю команду привернув увагу представників тренерського штабу клубу «Раннерс», до складу якого приєднався 2008 року. Відіграв за команду з Раннерса наступні три сезони своєї ігрової кар'єри.
До складу клубу «Нордшелланд» приєднався 2011 року. Наразі встиг відіграти за команду з Фарума 30 матчів в національному чемпіонаті.

## Виступи за збірну
У 2008 році дебютував в офіційних матчах у складі національної збірної Данії. Наразі провів у формі головної команди країни 7 матчів.
У складі збірної був учасником чемпіонату світу 2010 року у ПАР.